# Archives départementales du Var
Les archives départementales du Var sont un service du conseil départemental du Var, chargé de collecter les archives, de les classer, les conserver et les mettre à la disposition du public.

## Histoire
Initialement installées à Brignoles, les Archives départementales du Var sont implantées à Draguignan depuis 1799. Longtemps situées dans l'enceinte de la Préfecture, elles sont transférées en 1972 dans le bâtiment situé avenue Alphonse Daudet à Draguignan. 
En 1860, le Comté de Nice est rattaché à la France et constitue le nouveau département des Alpes-Maritimes auquel est intégré l’Arrondissement de Grasse. Or, jusqu'en 1860, les archives communales des villes de l'arrondissement de Grasse, alors rattaché au département du Var étaient déposées à Draguignan. À la création du département des Alpes-Maritimes, ses fonds d'archives ont été transférés dans le nouveau département, vers les Archives départementales des Alpes-Maritimes à Nice.
En février 2015, les Archives départementales intègrent le Pôle culturel Chabran, espace mutualisé avec la médiathèque d'agglomération et le Conservatoire de la Dracénie.

### Directeurs
- Doublier ;
- Peytavin ;
- 1848-1873 : Ricaud ;
- 1873-1919 : Frédéric Mireur ;
- 1920-1925 : Maurice Oudot de Dainville ;
- 1925-1941 : Maximilien Courtecuisse ;
- 1942-1942 : Jacob ;
- 1943-1970 : Jean-Jacques Letrait ;
- 1970-1972 : Yves Pérotin ;
- 1972-1985 : Robert Allain ;
- 1985-1996 : Christine Martella
- 2005-2015 : Alain Droguet ;
- 2015-2020 : Agnès Goudail ;
- 2020-2025 : Romain Joulia[6].

## Les fonds
Les archives départementales du Var détiennent près de 20 km linéaires de documents. Le plus ancien est une bulle pontificale de 1136, sur parchemin, signée par Innocent II, concernant la collégiale de Pignans. Le fond notarial dispose de registres du notaire de Cabasse, datant de 1280.

## Pour approfondir